# Gran Premio di superbike d'Aragona 2024
Il Gran Premio di superbike d'Aragona 2024 è stato la decima prova del mondiale superbike del 2024. Nello stesso fine settimana si sono corsi anche la decima prova del campionato mondiale Supersport e la settima del campionato mondiale Supersport 300. 

## Panoramica delle gare
Gara uno di Superbike va ad Andrea Iannone, capace di vincere nella sua stagione d'esordio; secondo posto per Toprak Razgatlıoğlu al rientro dall'infortunio. Razgatlıoğlu guadagna venti punti sull'autore della pole position Nicolò Bulega, ritiratosi nel giro di ricognizione alla ripartenza per un guasto alla sua Panigale V4R. Álvaro Bautista si impone sia nella Superpole Race che in gara due dove conquista la 100° vittoria per la Spagna in questa categoria; Razgatlıoğlu chiude il fine settimana di rientro dall'infortunio con tre secondi posti riuscendo anche ad allungare in classifica.
Adrián Huertas, dopo aver siglato la settima pole stagionale, si impone in gara uno allungando nella classifica del mondiale Supersport. Yari Montella, quarto in gara uno, vince la seconda prova davanti a Stefano Manzi e Jorge Navarro; solo quinto il capoclassifica Huertas. In Supersport 300 gara uno vede il ritorno al successo di Iñigo Iglesias, il pilota Kawasaki non centrava una vittoria dal 15 giugno, ossia gara uno del Gran Premio di Misano. Mirko Gennai, al terzo successo stagionale, si impone in gara due davanti ad Aldi Satya Mahendra. In classifica proprio l'indonesiano, grazie ai piazzamenti, conserva la prima posizione con sedici punti di vantaggio su Loris Veneman ad un solo Gran Premio dal termine del campionato.

## Superbike gara 1

### Arrivati al traguardo
| Pos. | Nº | Pilota                | Squadra                   | Motocicletta        | Giri | Tempo     | Griglia | Punti |
| ---- | -- | --------------------- | ------------------------- | ------------------- | ---- | --------- | ------- | ----- |
| 1º   | 29 | Andrea Iannone        | Team GoEleven             | Ducati Panigale V4R | 17   | 31'09.154 | 2º      | 25    |
| 2º   | 54 | Toprak Razgatlıoğlu   | Rokit BMW Motorrad        | BMW M1000 RR        | 17   | +0.845    | 5º      | 20    |
| 3º   | 31 | Garrett Gerloff       | Bonovo Action BMW         | BMW M1000 RR        | 17   | +1.124    | 10º     | 16    |
| 4º   | 1  | Álvaro Bautista       | Aruba.it Racing - Ducati  | Ducati Panigale V4R | 17   | +1.190    | 3º      | 13    |
| 5º   | 9  | Danilo Petrucci       | Barni Spark Racing        | Ducati Panigale V4R | 17   | +2.528    | 4º      | 11    |
| 6º   | 7  | Iker Lecuona          | Team HRC                  | Honda CBR1000 RR-R  | 17   | +4.758    | 9º      | 10    |
| 7º   | 22 | Alex Lowes            | Kawasaki Racing           | Kawasaki ZX-10RR    | 17   | +5.352    | 6º      | 9     |
| 8º   | 97 | Xavi Vierge           | Team HRC                  | Honda CBR1000 RR-R  | 17   | +6.477    | 12º     | 8     |
| 9º   | 60 | Michael van der Mark  | Rokit BMW Motorrad        | BMW M1000 RR        | 17   | +8.749    | 11º     | 7     |
| 10º  | 55 | Andrea Locatelli      | Pata Yamaha Prometeon     | Yamaha YZF R1       | 17   | +8.926    | 7º      | 6     |
| 11º  | 45 | Scott Redding         | Bonovo Action BMW         | BMW M1000 RR        | 17   | +9.003    | 14º     | 5     |
| 12º  | 47 | Axel Bassani          | Kawasaki Racing           | Kawasaki ZX-10RR    | 17   | +10.660   | 16º     | 4     |
| 13º  | 21 | Michael Ruben Rinaldi | Team Motocorsa Racing     | Ducati Panigale V4R | 17   | +11.976   | 18º     | 3     |
| 14º  | 65 | Jonathan Rea          | Pata Yamaha Prometeon     | Yamaha YZF R1       | 17   | +14.901   | 13º     | 2     |
| 15º  | 28 | Bradley Ray           | Yamaha Motoxracing        | Yamaha YZF R1       | 17   | +16.291   | 17º     | 1     |
| 16º  | 87 | Remy Gardner          | GYTR GRT Yamaha           | Yamaha YZF R1       | 17   | +21.047   | 15º     |       |
| 17º  | 5  | Philipp Öttl          | GMT94 Yamaha              | Yamaha YZF R1       | 17   | +30.353   | 20º     |       |
| 18º  | 95 | Tarran Mackenzie      | Petronas MIE Racing Honda | Honda CBR1000 RR-R  | 17   | +31.777   | 21º     |       |

### Ritirati
| Nº | Pilota        | Squadra                  | Motocicletta        | Giri | Griglia |
| -- | ------------- | ------------------------ | ------------------- | ---- | ------- |
| 53 | Esteve Rabat  | Kawasaki Puccetti Racing | Kawasaki ZX-10RR    | 10   | 19º     |
| 17 | Marvin Fritz  | GYTR GRT Yamaha          | Yamaha YZF R1       | 5    | 22º     |
| 14 | Sam Lowes     | ELF Marc VDS Racing Team | Ducati Panigale V4R | 0    | 8º      |
| 11 | Nicolò Bulega | Aruba.it Racing - Ducati | Ducati Panigale V4R | 0    | 1º      |

## Superbike gara superpole

### Arrivati al traguardo
| Pos. | Nº | Pilota                | Squadra                   | Motocicletta        | Giri | Tempo      | Griglia | Punti |
| ---- | -- | --------------------- | ------------------------- | ------------------- | ---- | ---------- | ------- | ----- |
| 1º   | 1  | Álvaro Bautista       | Aruba.it Racing - Ducati  | Ducati Panigale V4R | 10   | +18'07.997 | 1º      | 12    |
| 2º   | 54 | Toprak Razgatlıoğlu   | Rokit BMW Motorrad        | BMW M1000 RR        | 10   | +0.088     | 2º      | 9     |
| 3º   | 11 | Nicolò Bulega         | Aruba.it Racing - Ducati  | Ducati Panigale V4R | 10   | +0.172     | 3º      | 7     |
| 4º   | 29 | Andrea Iannone        | Team GoEleven             | Ducati Panigale V4R | 10   | +4.691     | 4º      | 6     |
| 5º   | 31 | Garrett Gerloff       | Bonovo Action BMW         | BMW M1000 RR        | 10   | +5.317     | 5º      | 5     |
| 6º   | 9  | Danilo Petrucci       | Barni Spark Racing        | Ducati Panigale V4R | 10   | +6.948     | 4º      | 4     |
| 7º   | 7  | Iker Lecuona          | Team HRC                  | Honda CBR1000 RR-R  | 10   | +7.988     | 7º      | 3     |
| 8º   | 60 | Michael van der Mark  | Rokit BMW Motorrad        | BMW M1000 RR        | 10   | +10.170    | 8º      | 2     |
| 9º   | 97 | Xavi Vierge           | Team HRC                  | Honda CBR1000 RR-R  | 10   | +10.894    | 9º      | 1     |
| 10º  | 45 | Scott Redding         | Bonovo Action BMW         | BMW M1000 RR        | 10   | +11.112    | 14º     |       |
| 11º  | 55 | Andrea Locatelli      | Pata Yamaha Prometeon     | Yamaha YZF R1       | 10   | +11.509    | 11º     |       |
| 12º  | 65 | Jonathan Rea          | Pata Yamaha Prometeon     | Yamaha YZF R1       | 10   | +11.590    | 13º     |       |
| 13º  | 87 | Remy Gardner          | GYTR GRT Yamaha           | Yamaha YZF R1       | 10   | +12.151    | 15º     |       |
| 14º  | 21 | Michael Ruben Rinaldi | Team Motocorsa Racing     | Ducati Panigale V4R | 10   | +12.927    | 18º     |       |
| 15º  | 47 | Axel Bassani          | Kawasaki Racing           | Kawasaki ZX-10RR    | 10   | +14.134    | 16º     |       |
| 16º  | 28 | Bradley Ray           | Yamaha Motoxracing        | Yamaha YZF R1       | 10   | +14.676    | 17º     |       |
| 17º  | 53 | Esteve Rabat          | Kawasaki Puccetti Racing  | Kawasaki ZX-10RR    | 10   | +15.918    | 19º     |       |
| 18º  | 5  | Philipp Öttl          | GMT94 Yamaha              | Yamaha YZF R1       | 10   | +28.650    | 20º     |       |
| 19º  | 95 | Tarran Mackenzie      | Petronas MIE Racing Honda | Honda CBR1000 RR-R  | 10   | +28.716    | 21º     |       |

### Ritirati
| Nº | Pilota       | Squadra         | Motocicletta     | Giri | Griglia |
| -- | ------------ | --------------- | ---------------- | ---- | ------- |
| 22 | Alex Lowes   | Kawasaki Racing | Kawasaki ZX-10RR | 2    | 10º     |
| 17 | Marvin Fritz | GYTR GRT Yamaha | Yamaha YZF R1    | 2    | 22º     |

## Superbike gara 2

### Arrivati al traguardo
| Pos. | Nº | Pilota                | Squadra                   | Motocicletta        | Giri | Tempo     | Griglia | Punti |
| ---- | -- | --------------------- | ------------------------- | ------------------- | ---- | --------- | ------- | ----- |
| 1º   | 1  | Álvaro Bautista       | Aruba.it Racing - Ducati  | Ducati Panigale V4R | 18   | 32'39.243 | 1º      | 25    |
| 2º   | 54 | Toprak Razgatlıoğlu   | Rokit BMW Motorrad        | BMW M1000 RR        | 18   | +3.366    | 2º      | 20    |
| 3º   | 11 | Nicolò Bulega         | Aruba.it Racing - Ducati  | Ducati Panigale V4R | 18   | +10.800   | 3º      | 16    |
| 4º   | 29 | Andrea Iannone        | Team GoEleven             | Ducati Panigale V4R | 18   | +12.338   | 4º      | 13    |
| 5º   | 31 | Garrett Gerloff       | Bonovo Action BMW         | BMW M1000 RR        | 18   | +13.903   | 5º      | 11    |
| 6º   | 9  | Danilo Petrucci       | Barni Spark Racing        | Ducati Panigale V4R | 18   | +14.647   | 6º      | 10    |
| 7º   | 60 | Michael van der Mark  | Rokit BMW Motorrad        | BMW M1000 RR        | 18   | +16.427   | 8º      | 9     |
| 8º   | 7  | Iker Lecuona          | Team HRC                  | Honda CBR1000 RR-R  | 18   | +17.072   | 7º      | 8     |
| 9º   | 55 | Andrea Locatelli      | Pata Yamaha Prometeon     | Yamaha YZF R1       | 18   | +18.631   | 10º     | 7     |
| 10º  | 97 | Xavi Vierge           | Team HRC                  | Honda CBR1000 RR-R  | 18   | +20.291   | 9º      | 6     |
| 11º  | 45 | Scott Redding         | Bonovo Action BMW         | BMW M1000 RR        | 18   | +22.674   | 12º     | 5     |
| 12º  | 47 | Axel Bassani          | Kawasaki Racing           | Kawasaki ZX-10RR    | 18   | +24.710   | 14º     | 4     |
| 13º  | 65 | Jonathan Rea          | Pata Yamaha Prometeon     | Yamaha YZF R1       | 18   | +26.707   | 11º     | 3     |
| 14º  | 21 | Michael Ruben Rinaldi | Team Motocorsa Racing     | Ducati Panigale V4R | 18   | +28.126   | 16º     | 2     |
| 15º  | 87 | Remy Gardner          | GYTR GRT Yamaha           | Yamaha YZF R1       | 18   | +31.141   | 13º     | 1     |
| 16º  | 28 | Bradley Ray           | Yamaha Motoxracing        | Yamaha YZF R1       | 18   | +31.193   | 15º     |       |
| 17º  | 53 | Esteve Rabat          | Kawasaki Puccetti Racing  | Kawasaki ZX-10RR    | 18   | +40.961   | 17º     |       |
| 18º  | 95 | Tarran Mackenzie      | Petronas MIE Racing Honda | Honda CBR1000 RR-R  | 18   | +52.330   | 19º     |       |
| 19º  | 5  | Philipp Öttl          | GMT94 Yamaha              | Yamaha YZF R1       | 18   | +52.713   | 18º     |       |

### Ritirati
| Nº | Pilota       | Squadra         | Motocicletta  | Giri | Griglia |
| -- | ------------ | --------------- | ------------- | ---- | ------- |
| 17 | Marvin Fritz | GYTR GRT Yamaha | Yamaha YZF R1 | 4    | 20º     |

## Supersport gara 1

### Arrivati al traguardo
| Pos. | Nº | Pilota              | Squadra                          | Motocicletta                 | Giri | Tempo     | Griglia | Punti |
| ---- | -- | ------------------- | -------------------------------- | ---------------------------- | ---- | --------- | ------- | ----- |
| 1º   | 99 | Adrián Huertas      | Aruba.it Racing - Ducati         | Ducati Panigale V2           | 15   | 28'20.283 | 1º      | 25    |
| 2º   | 62 | Stefano Manzi       | Ten Kate Racing Yamaha           | Yamaha YZF R6                | 15   | +1.929    | 8º      | 20    |
| 3º   | 53 | Valentin Debise     | Evan Bros. Yamaha                | Yamaha YZF R6                | 15   | +2.062    | 7º      | 16    |
| 4º   | 55 | Yari Montella       | Barni Spark Racing               | Ducati Panigale V2           | 15   | +2.706    | 4º      | 16    |
| 5º   | 9  | Jorge Navarro       | Orelac Racing Verdnatura         | Ducati Panigale V2           | 15   | +7.332    | 3º      | 11    |
| 6º   | 94 | Lucas Mahias        | GMT94 Yamaha                     | Yamaha YZF R6                | 15   | +9.384    | 2º      | 10    |
| 7º   | 61 | Can Öncü            | Kawasaki Puccetti Racing         | Kawasaki ZX-6R               | 15   | +10.373   | 9º      | 9     |
| 8º   | 64 | Federico Caricasulo | Motozoo ME AIR Racing            | MV Agusta F3 800 RR          | 15   | +11.511   | 11º     | 8     |
| 9º   | 28 | Glenn van Straalen  | Ten Kate Racing Yamaha           | Yamaha YZF R6                | 15   | +12.153   | 5º      | 7     |
| 10º  | 54 | Bahattin Sofuoğlu   | MV Agusta Reparto Corse          | MV Agusta F3 800 RR          | 15   | +16.351   | 15º     | 6     |
| 11º  | 23 | Marcel Schrötter    | MV Agusta Reparto Corse          | MV Agusta F3 800 RR          | 15   | +16.359   | 6º      | 5     |
| 12º  | 32 | Oliver Bayliss      | D34G Racing                      | Ducati Panigale V2           | 15   | +16.653   | 18º     | 4     |
| 13º  | 5  | Niccolò Antonelli   | Ecosantagata Althea Racing       | Ducati Panigale V2           | 15   | +18.821   | 17º     | 3     |
| 14º  | 66 | Niki Tuuli          | EAB Racing Team                  | Ducati Panigale V2           | 15   | +23.039   | 16º     | 2     |
| 15º  | 74 | Piotr Biesiekirski  | Ecosantagata Althea Racing       | Ducati Panigale V2           | 15   | +29.407   | 24º     | 1     |
| 16º  | 40 | Simone Corsi        | Renzi Corse                      | Ducati Panigale V2           | 15   | +29.972   | 20º     |       |
| 17º  | 52 | Borja Gómez         | VIAMO Racing by MTM              | Kawasaki ZX-6R               | 15   | +30.223   | 12º     |       |
| 18º  | 27 | Kaito Toba          | Petronas MIE Racing Honda        | Honda CBR600RR               | 15   | +30.452   | 19º     |       |
| 19º  | 50 | Ondřej Vostatek     | PTR Triumph                      | Triumph Street Triple RS 765 | 15   | +30.755   | 22º     |       |
| 20º  | 17 | John McPhee         | WRP-RT Motorsport by SKM-Triumph | Triumph Street Triple RS 765 | 15   | +31.444   | 14º     |       |
| 21º  | 89 | Khairul Idham Pawi  | Petronas MIE Racing Honda        | Honda CBR600RR               | 15   | +32.573   | 27º     |       |
| 22º  | 68 | Luke Power          | Motozoo ME AIR Racing            | MV Agusta F3 800 RR          | 15   | +32.681   | 26º     |       |
| 23º  | 22 | Federico Fuligni    | Orelac Verdnatura Racing         | Ducati Panigale V2           | 15   | +43.961   | 25º     |       |
| 24º  | 3  | Raffaele De Rosa    | QJ Motor Factory Racing          | QJ Motor SRK 800 RR          | 15   | +44.289   | 23º     |       |
| 25º  | 73 | Jacopo Cretaro      | PS Racing Team                   | Triumph Street Triple RS 765 | 15   | +44.334   | 31º     |       |
| 26º  | 77 | Miquel Pons         | Team Prodina Altogo              | Yamaha YZF R6                | 15   | +45.428   | 21º     |       |
| 27º  | 39 | Krittapat Keankum   | Yamaha Thailand Racing           | Yamaha YZF R6                | 15   | +1'00.382 | 30º     |       |
| 28º  | 16 | Azroy Anuar         | Petronas MIE Racing Honda        | Honda CBR600RR               | 15   | +1'00.507 | 32º     |       |

### Ritirati
| Nº | Pilota          | Squadra                          | Motocicletta                 | Giri | Griglia |
| -- | --------------- | -------------------------------- | ---------------------------- | ---- | ------- |
| 71 | Tom Edwards     | D34G Racing                      | Ducati Panigale V2           | 12   | 13º     |
| 4  | Steven Odendaal | WRP-RT Motorsport by SKM-Triumph | Triumph Street Triple RS 765 | 11   | 28º     |
| 72 | Yeray Ruiz      | VTF Racing                       | Yamaha YZF R6                | 11   | 29º     |
| 69 | Tom Booth-Amos  | PTR Triumph                      | Triumph Street Triple RS 765 | 5    | 10º     |
| 47 | Joan Díaz       | PS Racing team                   | Triumph Street Triple RS 765 | 2    | 33º     |

## Supersport gara 2

### Arrivati al traguardo
| Pos. | Nº | Pilota              | Squadra                          | Motocicletta                 | Giri | Tempo     | Griglia | Punti |
| ---- | -- | ------------------- | -------------------------------- | ---------------------------- | ---- | --------- | ------- | ----- |
| 1º   | 55 | Yari Montella       | Barni Spark Racing               | Ducati Panigale V2           | 15   | 28'20.800 | 3º      | 25    |
| 2º   | 62 | Stefano Manzi       | Ten Kate Racing Yamaha           | Yamaha YZF R6                | 15   | +1.907    | 1º      | 20    |
| 3º   | 9  | Jorge Navarro       | Orelac Racing Verdnatura         | Ducati Panigale V2           | 15   | +2.132    | 5º      | 16    |
| 4º   | 53 | Valentin Debise     | Evan Bros. Yamaha                | Yamaha YZF R6                | 15   | +2.208    | 2º      | 13    |
| 5º   | 99 | Adrián Huertas      | Aruba.it Racing - Ducati         | Ducati Panigale V2           | 15   | +2.789    | 4º      | 11    |
| 6º   | 69 | Tom Booth-Amos      | PTR Triumph                      | Triumph Street Triple RS 765 | 15   | +4.078    | 11º     | 10    |
| 7º   | 23 | Marcel Schrötter    | MV Agusta Reparto Corse          | MV Agusta F3 800 RR          | 15   | +6.679    | 10º     | 9     |
| 8º   | 94 | Lucas Mahias        | GMT94 Yamaha                     | Yamaha YZF R6                | 15   | +7.040    | 8º      | 8     |
| 9º   | 64 | Federico Caricasulo | Motozoo ME AIR Racing            | MV Agusta F3 800 RR          | 15   | +7.439    | 7º      | 7     |
| 10º  | 28 | Glenn van Straalen  | Ten Kate Racing Yamaha           | Yamaha YZF R6                | 15   | +12.173   | 9º      | 6     |
| 11º  | 61 | Can Öncü            | Kawasaki Puccetti Racing         | Kawasaki ZX-6R               | 15   | +15.172   | 6º      | 5     |
| 12º  | 52 | Borja Gómez         | VIAMO Racing by MTM              | Kawasaki ZX-6R               | 15   | +18.843   | 12º     | 4     |
| 13º  | 40 | Simone Corsi        | Renzi Corse                      | Ducati Panigale V2           | 15   | +21.967   | 20º     | 3     |
| 14º  | 32 | Oliver Bayliss      | D34G Racing                      | Ducati Panigale V2           | 15   | +23.776   | 18º     | 2     |
| 15º  | 4  | Steven Odendaal     | WRP-RT Motorsport by SKM-Triumph | Triumph Street Triple RS 765 | 15   | +24.766   | 28º     | 1     |
| 16º  | 66 | Niki Tuuli          | EAB Racing Team                  | Ducati Panigale V2           | 15   | +24.803   | 16º     |       |
| 17º  | 50 | Ondřej Vostatek     | PTR Triumph                      | Triumph Street Triple RS 765 | 15   | +25.106   | 22º     |       |
| 18º  | 74 | Piotr Biesiekirski  | Ecosantagata Althea Racing       | Ducati Panigale V2           | 15   | +28.159   | 24º     |       |
| 19º  | 27 | Kaito Toba          | Petronas MIE Racing Honda        | Honda CBR600RR               | 15   | +29.252   | 19º     |       |
| 20º  | 71 | Tom Edwards         | D34G Racing                      | Ducati Panigale V2           | 15   | +29.435   | 13º     |       |
| 21º  | 73 | Jacopo Cretaro      | PS Racing Team                   | Triumph Street Triple RS 765 | 15   | +29.656   | 31º     |       |
| 22º  | 68 | Luke Power          | Motozoo ME AIR Racing            | MV Agusta F3 800 RR          | 15   | +30.005   | 26º     |       |
| 23º  | 22 | Federico Fuligni    | Orelac Verdnatura Racing         | Ducati Panigale V2           | 15   | +32.432   | 25º     |       |
| 24º  | 72 | Yeray Ruiz          | VTF Racing                       | Yamaha YZF R6                | 15   | +37.345   | 29º     |       |
| 25º  | 3  | Raffaele De Rosa    | QJ Motor Factory Racing          | QJ Motor SRK 800 RR          | 15   | +45.128   | 23º     |       |
| 26º  | 89 | Khairul Idham Pawi  | Petronas MIE Racing Honda        | Honda CBR600RR               | 15   | +46.750   | 27º     |       |
| 27º  | 39 | Krittapat Keankum   | Yamaha Thailand Racing           | Yamaha YZF R6                | 14   | +1 giro   | 30º     |       |

### Ritirati
| Nº | Pilota            | Squadra                          | Motocicletta                 | Giri | Griglia |
| -- | ----------------- | -------------------------------- | ---------------------------- | ---- | ------- |
| 77 | Miquel Pons       | Team Prodina Altogo              | Yamaha YZF R6                | 9    | 21º     |
| 5  | Niccolò Antonelli | Ecosantagata Althea Racing       | Ducati Panigale V2           | 9    | 17º     |
| 54 | Bahattin Sofuoğlu | MV Agusta Reparto Corse          | MV Agusta F3 800 RR          | 8    | 15º     |
| 17 | John McPhee       | WRP-RT Motorsport by SKM-Triumph | Triumph Street Triple RS 765 | 4    | 14º     |
| 16 | Azroy Anuar       | Petronas MIE Racing Honda        | Honda CBR600RR               | 1    | 32º     |

## Supersport 300 gara 1

### Arrivati al traguardo
| Pos. | Nº | Pilota                | Squadra                               | Motocicletta       | Giri | Tempo     | Griglia | Punti |
| ---- | -- | --------------------- | ------------------------------------- | ------------------ | ---- | --------- | ------- | ----- |
| 1º   | 58 | Iñigo Iglesias        | Fusport-RT Motorsport by SKM-Kawasaki | Kawasaki Ninja 400 | 11   | 23'24.720 | 9º      | 25    |
| 2º   | 48 | Julio García          | China Racing                          | Kove 321RR         | 11   | +0.010    | 5º      | 20    |
| 3º   | 7  | Loris Veneman         | MTM Kawasaki                          | Kawasaki Ninja 400 | 11   | +0.041    | 1º      | 16    |
| 4º   | 56 | Galang Hendra Pratama | ProGP Racing                          | Yamaha YZF-R3      | 11   | +0.052    | 3º      | 13    |
| 5º   | 57 | Aldi Satya Mahendra   | BrCorse                               | Yamaha YZF-R3      | 11   | +0.140    | 2º      | 11    |
| 6º   | 50 | Carter Thompson       | Fusport-RT Motorsport by SKM-Kawasaki | Kawasaki Ninja 400 | 11   | +0.169    | 8º      | 10    |
| 7º   | 80 | Gustavo Manso         | Yamaha MS Racing/AD78 Latin America   | Yamaha YZF-R3      | 11   | +1.744    | 7º      | 9     |
| 8º   | 77 | José Osuna Sáez       | Deza-Box 77 Racing                    | Kawasaki Ninja 400 | 11   | +1.955    | 20º     | 8     |
| 9º   | 1  | Jeffrey Buis          | Freudenberg KTM-Paligo Racing         | KTM RC 390 R       | 11   | +1.975    | 13º     | 7     |
| 10º  | 43 | Marco Gaggi           | BrCorse                               | Yamaha YZF-R3      | 11   | +2.000    | 12º     | 6     |
| 11º  | 26 | Mirko Gennai          | MTM Kawasaki                          | Kawasaki Ninja 400 | 11   | +2.054    | 11º     | 5     |
| 12º  | 88 | Daniel Mogeda         | Team #109 Kawasaki                    | Kawasaki Ninja 400 | 11   | +2.070    | 4º      | 4     |
| 13º  | 74 | Antonio Torres        | MS Racing                             | Yamaha YZF-R3      | 11   | +2.100    | 10º     | 3     |
| 14º  | 91 | Matteo Vannucci       | AG Motorsport Italia Yamaha           | Yamaha YZF-R3      | 11   | +2.197    | 19º     | 2     |
| 15º  | 9  | Emiliano Ercolani     | Yamaha Motoxracing                    | Yamaha YZF-R3      | 11   | +2.397    | 15º     | 1     |
| 16º  | 47 | Fenton Seabright      | Kawasaki GP Project                   | Kawasaki Ninja 400 | 11   | +8.318    | 17º     |       |
| 17º  | 31 | Elia Bartolini        | Yamaha Motoxracing                    | Yamaha YZF-R3      | 11   | +8.327    | 16º     |       |
| 18º  | 66 | Phillip Tonn          | Freudenberg KTM-Paligo Racing         | KTM RC 390 R       | 11   | +8.418    | 30º     |       |
| 19º  | 62 | Kevin Fontainha       | Yamaha MS Racing/AD78 Latin America   | Yamaha YZF-R3      | 11   | +8.432    | 23º     |       |
| 20º  | 22 | Marc García           | China Racing                          | Kove 321RR         | 11   | +8.447    | 6º      |       |
| 21º  | 17 | Ruben Bijman          | Flembbo-PL Performances               | Kawasaki Ninja 400 | 11   | +8.600    | 22º     |       |
| 22º  | 11 | Filip Novotny         | Accolade Smrž Racing BGR              | Kawasaki Ninja 400 | 11   | +8.797    | 25º     |       |
| 23º  | 85 | Kevin Sabatucci       | Flembbo-PL Performances               | Kawasaki Ninja 400 | 11   | +8.862    | 21º     |       |
| 24º  | 55 | Unai Calatayud        | Arco Motor University                 | Yamaha YZF-R3      | 11   | +8.939    | 14º     |       |
| 25º  | 44 | Sullivan Mounsey      | Accolade Smrž Racing BGR              | Kawasaki Ninja 400 | 11   | +25.697   | 24º     |       |
| 26º  | 71 | Iván Hernández        | Deza-Box 77 Racing                    | Kawasaki Ninja 400 | 11   | +26.419   | 29º     |       |
| 27º  | 29 | Giacomo Zannini       | ProDina Kawasaki Racing               | Kawasaki Ninja 400 | 11   | +26.791   | 26º     |       |
| 28º  | 13 | Roberto Fernández     | Arco Motor University                 | Yamaha YZF-R3      | 11   | +26.909   | 28º     |       |
| 29º  | 16 | Uriel Hidalgo         | Deza-Box 77 Racing                    | Kawasaki Ninja 400 | 11   | +48.034   | 31º     |       |

### Ritirati
| Nº | Pilota          | Squadra                     | Motocicletta  | Giri | Griglia |
| -- | --------------- | --------------------------- | ------------- | ---- | ------- |
| 99 | Humberto Maier  | MS Racing                   | Yamaha YZF-R3 | 10   | 18º     |
| 41 | Raffaele Tragni | AG Motorsport Italia Yamaha | Yamaha YZF-R3 | 5    | 27º     |

## Supersport 300 gara 2
Gara due della Supersport 300 è stata interrotta nel corso del secondo giro a causa dell'incidente accorso tra Galang Hendra Pratama e Marco Gaggi. Alla ripartenza, una gara della durata di sette giri, i piloti si sono schierati in griglia di partenza con le posizioni originarie derivare delle prestazioni in gara uno. 

### Arrivati al traguardo
| Pos. | Nº | Pilota              | Squadra                               | Motocicletta       | Giri | Tempo     | Griglia | Punti |
| ---- | -- | ------------------- | ------------------------------------- | ------------------ | ---- | --------- | ------- | ----- |
| 1º   | 26 | Mirko Gennai        | MTM Kawasaki                          | Kawasaki Ninja 400 | 7    | 14'53.407 | 9º      | 25    |
| 2º   | 57 | Aldi Satya Mahendra | BrCorse                               | Yamaha YZF-R3      | 7    | +0.006    | 11º     | 20    |
| 3º   | 77 | José Osuna Sáez     | Deza-Box 77 Racing                    | Kawasaki Ninja 400 | 7    | +0.085    | 2º      | 16    |
| 4º   | 48 | Julio García        | China Racing                          | Kove 321RR         | 7    | +0.131    | 13º     | 13    |
| 5º   | 7  | Loris Veneman       | MTM Kawasaki                          | Kawasaki Ninja 400 | 7    | +0.159    | 10º     | 11    |
| 6º   | 80 | Gustavo Manso       | Yamaha MS Racing/AD78 Latin America   | Yamaha YZF-R3      | 7    | +0.191    | 1º      | 10    |
| 7º   | 91 | Matteo Vannucci     | AG Motorsport Italia Yamaha           | Yamaha YZF-R3      | 7    | +0.220    | 4º      | 9     |
| 8º   | 1  | Jeffrey Buis        | Freudenberg KTM-Paligo Racing         | KTM RC 390 R       | 7    | +0.260    | 3º      | 8     |
| 9º   | 74 | Antonio Torres      | MS Racing                             | Yamaha YZF-R3      | 7    | +0.373    | 16º     | 7     |
| 10º  | 50 | Carter Thompson     | Fusport-RT Motorsport by SKM-Kawasaki | Kawasaki Ninja 400 | 7    | +0.529    | 5º      | 6     |
| 11º  | 22 | Marc García         | China Racing                          | Kove 321RR         | 7    | +0.811    | 14º     | 5     |
| 12º  | 66 | Phillip Tonn        | Freudenberg KTM-Paligo Racing         | KTM RC 390 R       | 7    | +0.911    | 31º     | 4     |
| 13º  | 8  | Bruno Ieraci        | ProDina Kawasaki Racing               | Kawasaki Ninja 400 | 7    | +0.985    | 18º     | 3     |
| 14º  | 44 | Sullivan Mounsey    | Accolade Smrž Racing BGR              | Kawasaki Ninja 400 | 7    | +1.221    | 25º     | 2     |
| 15º  | 31 | Elia Bartolini      | Yamaha Motoxracing                    | Yamaha YZF-R3      | 7    | +1.540    | 19º     | 1     |
| 16º  | 99 | Humberto Maier      | MS Racing                             | Yamaha YZF-R3      | 7    | +1.567    | 21º     |       |
| 17º  | 62 | Kevin Fontainha     | Yamaha MS Racing/AD78 Latin America   | Yamaha YZF-R3      | 7    | +1.904    | 24º     |       |
| 18º  | 58 | Iñigo Iglesias      | Fusport-RT Motorsport by SKM-Kawasaki | Kawasaki Ninja 400 | 7    | +4.148    | 15º     |       |
| 19º  | 11 | Filip Novotny       | Accolade Smrž Racing BGR              | Kawasaki Ninja 400 | 7    | +9.455    | 26º     |       |
| 20º  | 29 | Giacomo Zannini     | ProDina Kawasaki Racing               | Kawasaki Ninja 400 | 7    | +9.598    | 27º     |       |
| 21º  | 85 | Kevin Sabatucci     | Flembbo-PL Performances               | Kawasaki Ninja 400 | 7    | +9.644    | 22º     |       |
| 22º  | 17 | Ruben Bijman        | Flembbo-PL Performances               | Kawasaki Ninja 400 | 7    | +9.685    | 23º     |       |
| 23º  | 16 | Uriel Hidalgo       | Deza-Box 77 Racing                    | Kawasaki Ninja 400 | 7    | +9.715    | 32º     |       |
| 24º  | 41 | Raffaele Tragni     | AG Motorsport Italia Yamaha           | Yamaha YZF-R3      | 7    | +9.903    | 28º     |       |
| 25º  | 71 | Iván Hernández      | Deza-Box 77 Racing                    | Kawasaki Ninja 400 | 7    | +11.159   | 30º     |       |

### Ritirati
| Nº | Pilota                | Squadra               | Motocicletta       | Giri | Griglia |
| -- | --------------------- | --------------------- | ------------------ | ---- | ------- |
| 88 | Daniel Mogeda         | Team #109 Kawasaki    | Kawasaki Ninja 400 | 5    | 8º      |
| 9  | Emiliano Ercolani     | Yamaha Motoxracing    | Yamaha YZF-R3      | 5    | 6º      |
| 47 | Fenton Seabright      | Kawasaki GP Project   | Kawasaki Ninja 400 | 5    | 20º     |
| 55 | Unai Calatayud        | Arco Motor University | Yamaha YZF-R3      | 0    | 17º     |
| 13 | Roberto Fernández     | Arco Motor University | Yamaha YZF-R3      | 0    | 29º     |
| 56 | Galang Hendra Pratama | ProGP Racing          | Yamaha YZF-R3      | 0    | 12º     |
| 43 | Marco Gaggi           | BrCorse               | Yamaha YZF-R3      | 0    | 7º      |